# ААШв
ААШв — алюмінієвий кабель з ізоляцією із просоченого паперу, в алюмінієвій оболонці і шлангу із полівінілхлориду.

## Призначення
Призначений для прокладання в сухих і вологих приміщеннях, каналах, шахтах, в землі з низьким і середнім рівнем корозійної активності, на відкритому повітрі. Застосовуються для розподілу електроенергії в електричних мережах напругою 6 кВ або 10 кВ і частотою 50 Гц. Кабель призначений для горизонтальних і похилих трас.
Особливістю кабелю є можливість використання його в приміщеннях, що піддаються вібрації, в пожежонебезпечних і вибухонебезпечних приміщеннях.